# Lavoisiera bradeana
Lavoisiera bradeana är en tvåhjärtbladig växtart som beskrevs av Henrique Lamahyer de Mello Barreto. Lavoisiera bradeana ingår i släktet Lavoisiera och familjen Melastomataceae. Inga underarter finns listade i Catalogue of Life.